# 黑狮府

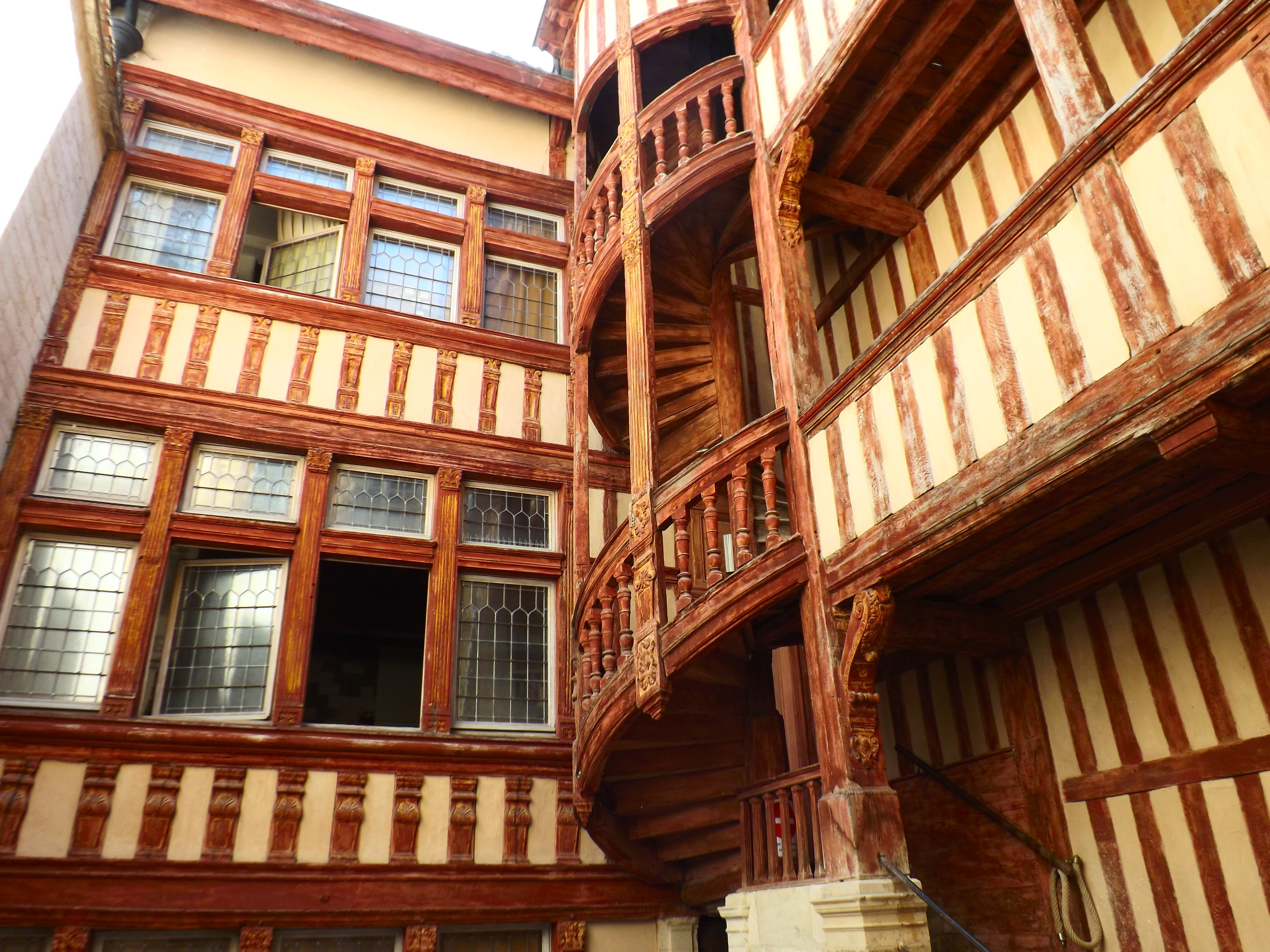

黑狮府（Hôtel du Lion noir）是一座法式府邸，属于于埃兹家族，位于法国大东部大区奥布省特鲁瓦的左拉街（rue Émile Zola），已列入法国历史遗迹。立面为典型的文艺复兴风格，拥有当时罕见的木楼梯。三层楼设有阳台。

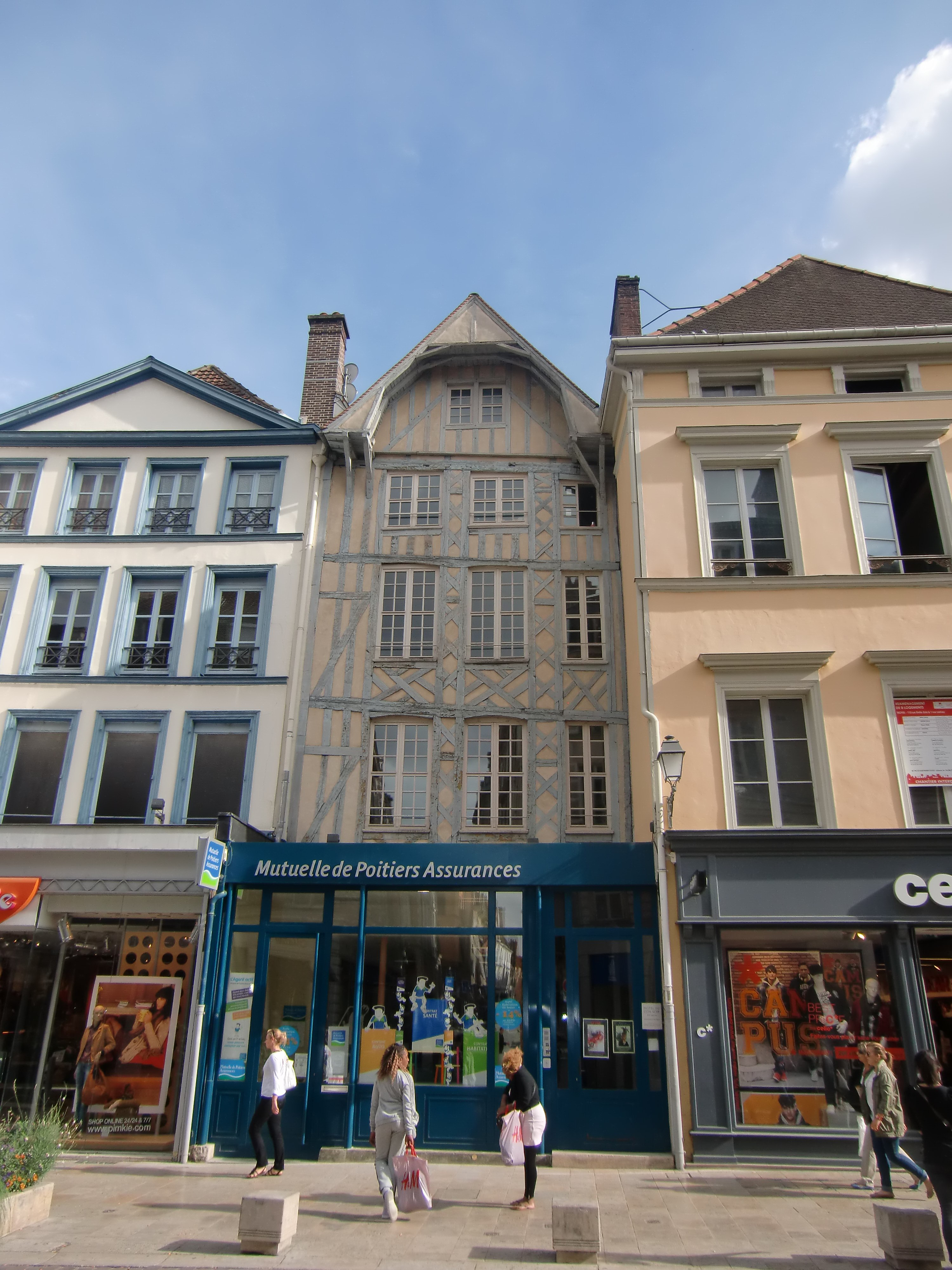